# Crystl Bustos
Pour les articles homonymes, voir Bustos.
Crystl Bustos, née le 8 septembre 1977 à Huntington Beach en Californie, est une joueuse de softball américaine. Double championne olympique, championne du monde, elle est l'une des meilleures frappeuses du softball.

## Biographie
Crystl Bustos naît et grandit à Canyon Country en Californie au nord de Los Angeles,. À 3 ans, elle commence à jouer au baseball et à 10 ans au softball. Au lycée, elle a des difficultés à suivre les cours et a besoin des stages d'été pour valider ses années. Elle est exclue à plus d'une reprise pour des bagarres contre des plus petits, même son propre frère, et pour des vols. Son père, George, passe du temps en prison alors qu'elle est adolescente pour de multiples conduites en état d'ivresse. Crystl joue au softball en Canyon Country Little League. Elle est la première de sa famille à recevoir autant de bourses universitaires, mais ses notes ne lui permettent pas de rejoindre une grande université. 
Bustos rejoint le Palm Beach Community College en Floride. Vedette de l'université, elle rencontre deux championnats nationaux de NJCAA et est nommée à deux reprises joueuse de l'année,. Joueuse de troisième base et frappeuse désignée, elle impressionne jusqu'à être sélectionnée pour les Jeux panaméricains où elle mène l'équipe avec 18 coups sûrs, trois home runs et quinze points produits. Athlète de l'équipe nationale aux Jeux olympiques de 2000, elle est la frappeuse principale avec 10 coups sûrs, trois home runs et cinq points marqués. L'entraîneur des lanceuses américaines Ken Eriksen la surnomme la « Babe Ruth du softball » dans Sports Illustrated.
Quatre ans plus tard, elle est l'une des six joueuses à être de nouveau présente dans l'équipe olympique pour les Jeux de 2004. Frappeuse plus impressionnante qu'aucune autre, elle frappe toutes les balles, des rapides à l'intérieur aux balles courbes à l'extérieur. Dans une rencontre de préparation aux Jeux d'Athènes, elle envoie une balle très loin hors du terrain à Waco, une frappe de près d'environ 400 yards. Au tournoi olympique, Buston fait parler sa puissance pour aider l'équipe américaine à dominer toutes les autres équipes du tournoi. Ses cinq home runs dans le tournoi olympique d'Athènes sont le nouveau record. Championne olympique avec la dominante équipe des États-Unis, elle envoie la balle en tribunes en finale devant le président du CIO Jacques Rogge. Elle est si forte que Lisa Fernandez déclare que s'il y a une joueuse qui peut faire la transition vers la Major League Baseball, ce serait elle.
En finale des Jeux olympiques de 2008, annoncée comme la dernière partie olympique de softball à la suite de l'annonce du retrait du sport des Jeux, Crystl Bustos et ses coéquipières américaines sont surprises par l'équipe du Japon qui l'emporte 3 à 1 malgré son home run dans la quatrième manche.
Son corps est recouvert de tatouages : son bras droit représente sa vie sportive au softball, sous son uniforme, les anneaux olympiques, des flammes et un aigle sont tatoués ; son bras gauche représente vie hors du sport avec des clowns avec différentes expressions. Elle achète la maison voisine de celle de ses parents pour y vivre avec une de ses sœurs, Gabe, et son mari. 
Après sa carrière, elle devient entraîneuse de softball et organise des camps pour les jeunes joueuses.

## Palmarès
| Date | Compétition                      | Lieu           | Rang |
| ---- | -------------------------------- | -------------- | ---- |
| 1999 | Jeux panaméricains               | Winnipeg       | 1er  |
| 2000 | Jeux olympiques de 2000          | Sydney         | 1er  |
| 2003 | Jeux panaméricains               | Saint-Domingue | 1er  |
| 2004 | Jeux olympiques de 2004          | Athènes        | 1er  |
| 2005 | National Pro Fastpitch           |                | 1er  |
| 2006 | Championnat du monde de softball | Beijing        | 1er  |
| 2007 | Jeux panaméricains               | Rio de Janeiro | 1er  |
| 2008 | Jeux olympiques de 2008          | Beijing        | 2e   |